# 马德里自治区

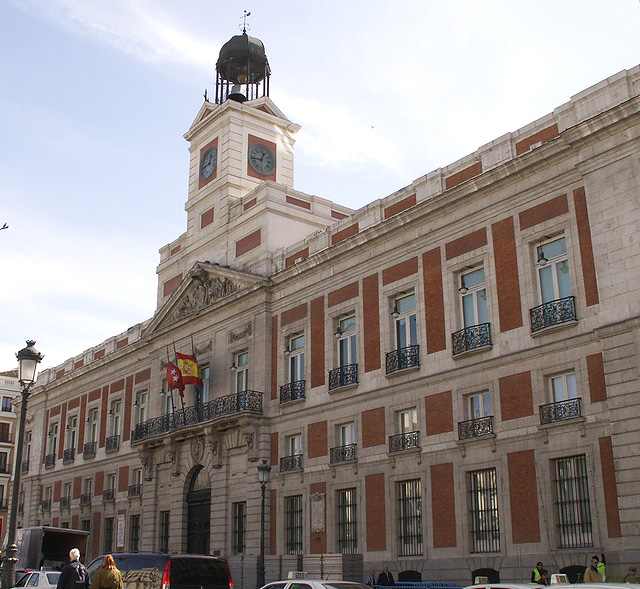
位於馬德里太陽門廣場旁的王家郵政大廈（Real Casa de Correos），為馬德里自治區區長駐地。

馬德里自治區（西班牙語：Comunidad de Madrid，[komuniˈðað ðe maˈðɾið]，英語 /məˈdrɪd/）是西班牙一个单省自治區，位于西班牙中部高原，與瓜达拉哈拉省、昆卡省、托莱多省（上列隸屬於卡斯蒂利亚-拉曼恰）、阿维拉省以及塞哥维亚省（上列隸屬於卡斯蒂利亞-萊昂）接壤。自治区首府为马德里，同时也是其同名省份的省会、和西班牙的國都。自治区总面积8028平方公里，2017年总人口为6,507,184人，主要集中在马德里市区。

## 历史

### 名称由来
马德里的词源至今仍然未知。一说公元十世纪穆斯林统治时期，阿拉伯人将如今马德里自治区内的一个小镇命名为Mayrit。这个阿拉伯单词经过中世纪的演化变成了现在的形式，即Madrid。

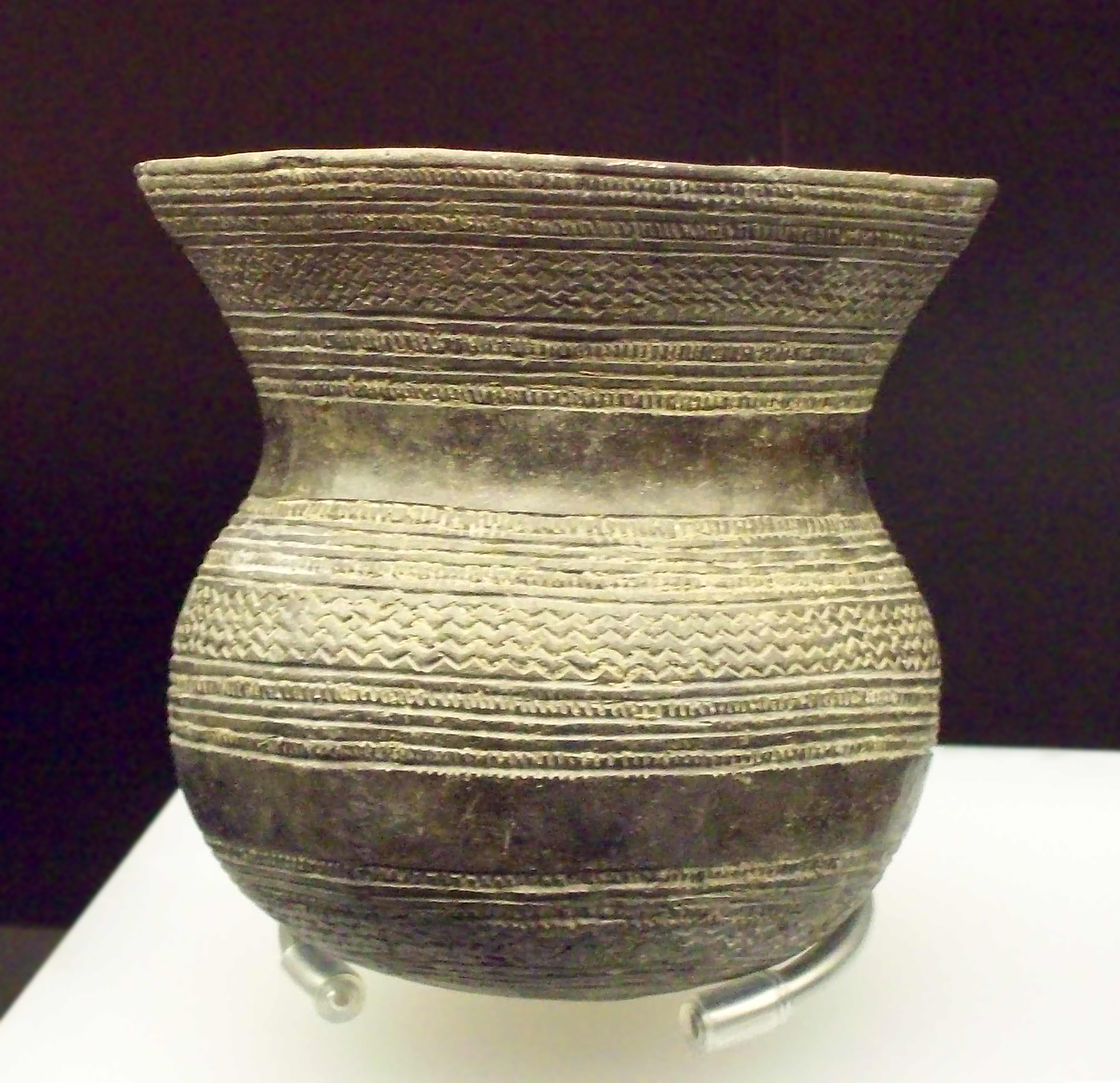
先波苏埃洛斯出土的容器（Ciempozuelos），现存于西班牙國立考古博物館

### 纪元前
马德里自治区一带自旧石器时代初期以来就曾有先民居住。这些原始居民主要活动于曼薩納雷斯河、哈拉馬河以及埃納雷斯河之间的山谷。考古学者在该地区发现了一些石器时代的钟形容器“Ciempozuelos”，可以追溯到公元前1970年至1470年间。在伊比利亚半岛罗马化之前的公元前四世纪左右，凯尔特伊比利亚人曾居住在现在的马德里附近。

### 罗马帝国与中世纪时代
在罗马帝国时代，马德里地区成为了近西班牙行省的一部分。它被几条罗马道路所环绕，附近的主要城市有Complutum（今埃纳雷斯堡一带）、蒂图尔西亚和Mantua（今比利亚曼塔一带）。
在西哥特王国统治时代，马德里地区失去了往日的辉煌，人口变得分散。半岛的中心转移至南部的托莱多，马德里地区只是天主教托莱多总教区的一部分。
从公元九世纪开始，马德里地区的重要性开始逐渐增加。穆斯林在这个地区建造了不同的堡垒。之后在中世纪时期，这里发生了多次战争。自从从穆斯林人手中夺回它以后，这里就隶属于卡斯蒂利亚王国。到了十六世纪，国王腓力二世将王国定都于马德里。

### 自治区成立
之后，马德里省（Provincia de Madrid）曾经是新卡斯蒂利亚，历史上它与其它省份一起构成如今的卡斯蒂利亚-拉曼恰的一部分。由于它经济和人口方面与其它省有巨大不同，而西班牙的首都又坐落于该区，政府遂于西班牙过渡时期结束后建立了这一单省的自治区。
自治条例于1983年3月1日通过。自此马德里省就成为了自治区，并且更名为马德里自治区。
自它诞生之日起，已经选举出五位自治区区长。他们分别是属于西班牙工人社会党的华金·莱吉那（1983年-1995年），属于西班牙人民党的阿尔伯特·路易兹-伽利亚尔东（1995年-2003年）、艾斯佩朗萨·阿基莱（2003年-2012年）、克里斯蒂娜·茜芬克思(女，2015年至2018年)和2018年5月上任的人民党人安吉尔·加里多。

### 旗帜
|  |  |  |  |  |

红色的背景代表了卡斯蒂利亚，七颗星意指大熊星座，每颗星的五个角象征了与马德里自治区接壤的五个省份（瓜达拉哈拉省、昆卡省、托莱多省、阿维拉省以及塞哥维亚省）。不过人们普遍将七颗星看作通往马德里的七座大桥。

## 地理环境

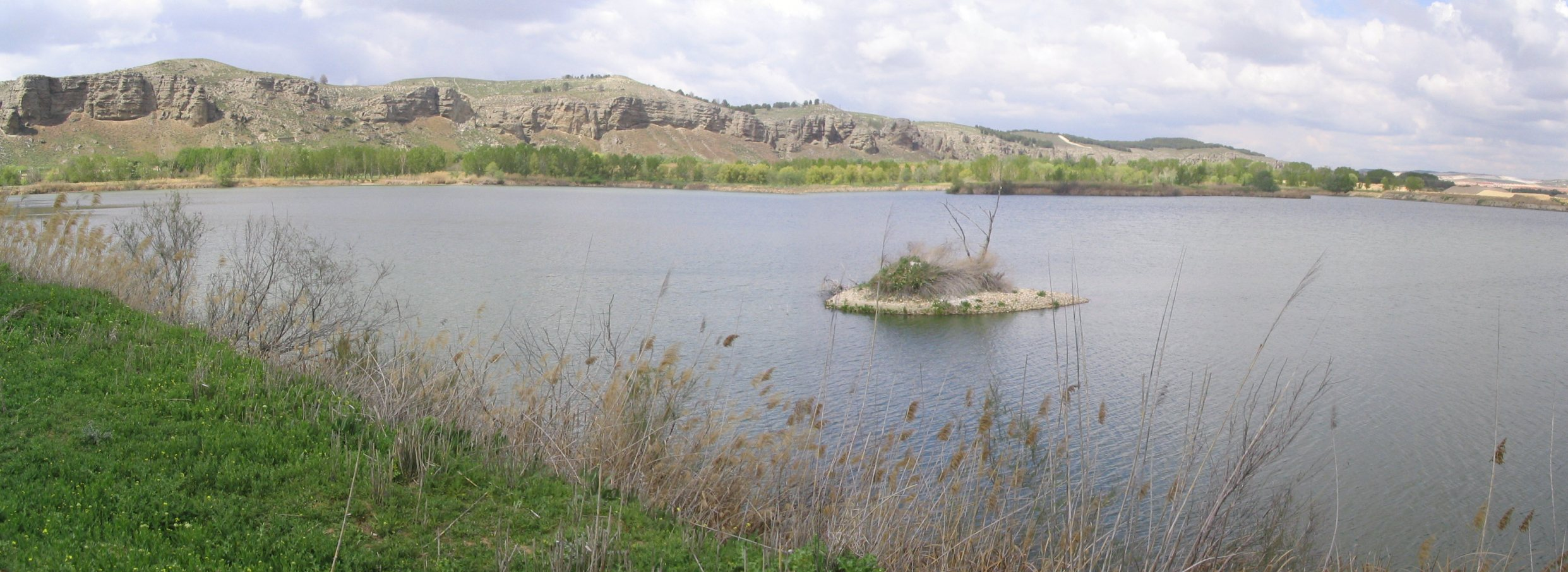
东南地区公园的丘陵湖泊。自治区东南部的风景。

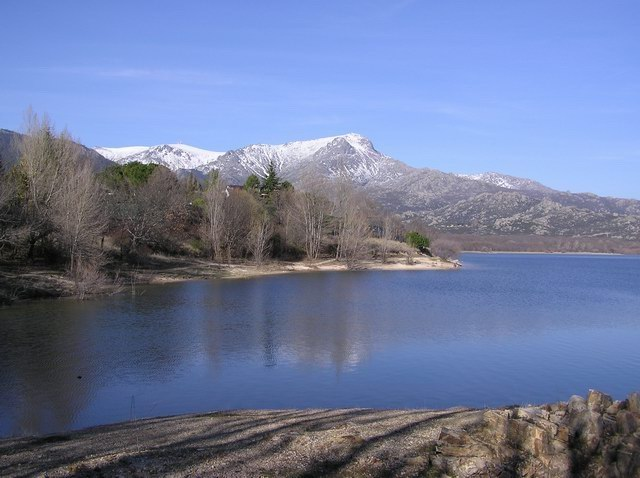
那瓦塞拉达水库和积雪覆盖的瓜達拉馬山脈。

### 位置
马德里自治区的边界呈一个近似的等边三角形状，它的底边在南部，北顶点正好处在索莫谢拉山。自治区位于中部高原，南部副高原的北边，其北部和西部与塞哥维亚省（卡斯蒂利亚-莱昂自治区）及阿维拉省接壤，西部和南部与瓜达拉哈拉省、昆卡省、托莱多省（卡斯蒂利亚-拉曼恰自治区）接壤。

### 地势
马德里自治区处于南部副高原的北边，地势相当的平坦，平均海拔高度为650米。仅在其东南地区有一些不高的山峰和小型山谷。属于中央山系的瓜達拉馬山脈和索莫谢拉山是自治区内的主要山区，位于东北部和北部。其中一些山峰都超过了2,000米，最高峰为佩尼亞拉拉峰，高达2,430米。

### 水文
塔霍河流域流经马德里自治区，因此区内的主要河流均为塔霍河的支流，其上游位于山区，中下游则为一些平原河流，直到最终汇入塔霍河。自治区内最重要的河流是从北向南流入塔霍河的哈拉马河。它的右边有洛索亞河、瓜达利克斯河和曼萨那雷斯河，左边有从瓜达拉哈拉省来的埃納雷斯河和塔胡尼亞河。它们均为流量较小水位较高的河流。除此之外，瓜达拉马河和阿爾韋奇河自山区向塔霍山谷流过自治区的最南端。

### 气候
在柯本气候分类法中，马德里属于地中海气候。冬季较冷，最低气温在8 °C以下，夜间霜冻频繁，偶有降雪（一年三或四次）。夏季炎热，七八月份平均气温超过24 °C，而最高气温常常突破35 °C。昼夜温差大约为10 °C。在瓜達拉馬山脈的高处，气温要低很多，雨量也更充沛，冬季终日积雪并持续到春季中。

## 人口分布
马德里自治区历史人口变化图
来源: INE

马德里自治区行政区域图

二十世纪开始，马德里自治区的人口持续增长。1900年时自治区有775,034人，1920年1,067,637人，1950年1,926,311人，1970年3,761,348人，1991年4,947,555人，1996年5,022,289人（其中男性2,411,548人，女性2,610,741人），2001年5,423,384人。根据2005年1月1日的户口登记，自治区的人口已经达到了5,921,066人。
自治区的人口增长速度超过了全国平均水平。大多数人口集中在自治区的省府及其周围。由于马德里从二十世纪五十年代开始就发展成了一个密集的工业中心，吸引了大批来自其它欠发达地区甚至国家的移民，这是致使该区域人口众多的重要原因。

## 交通

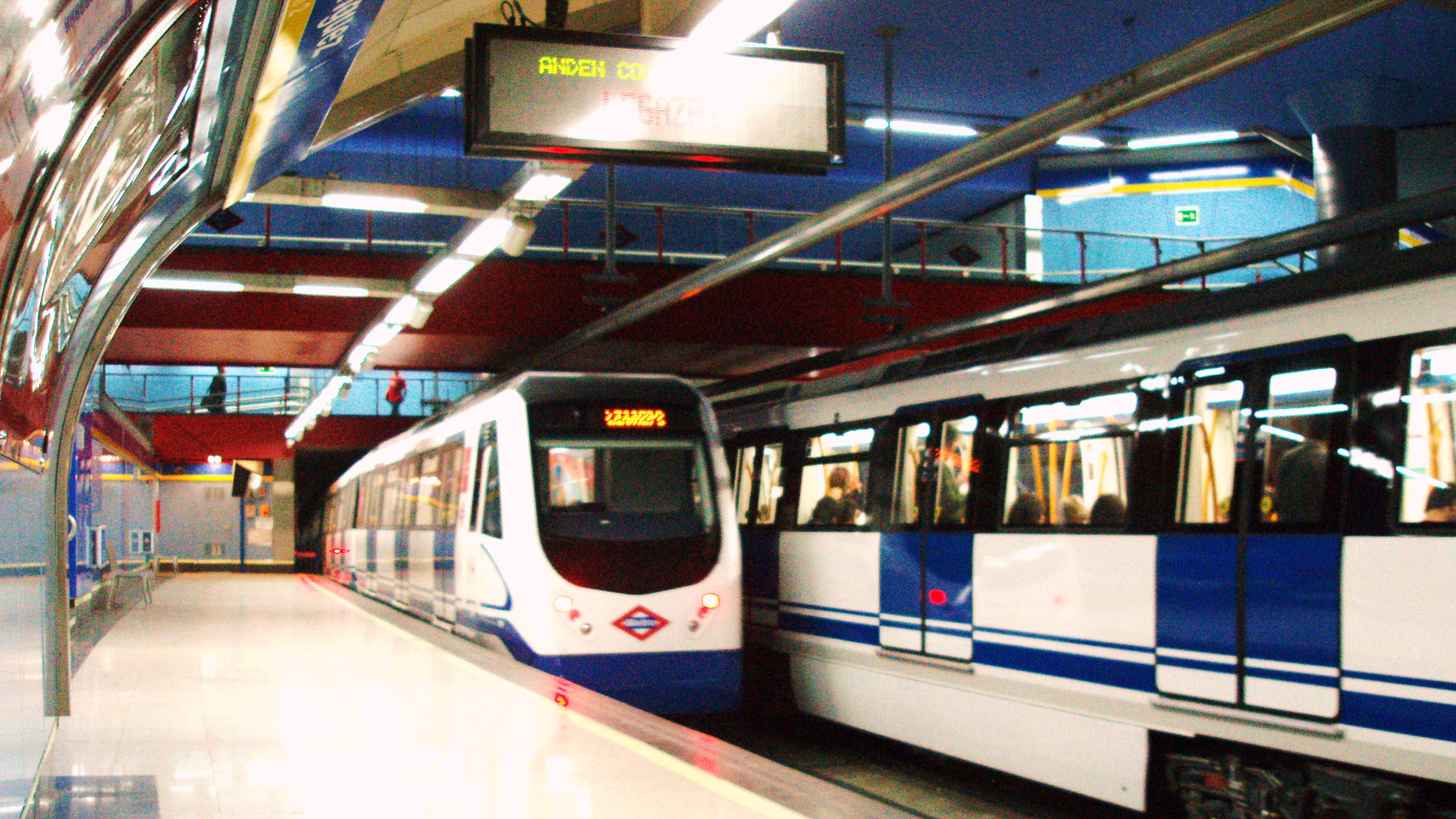
马德里地铁

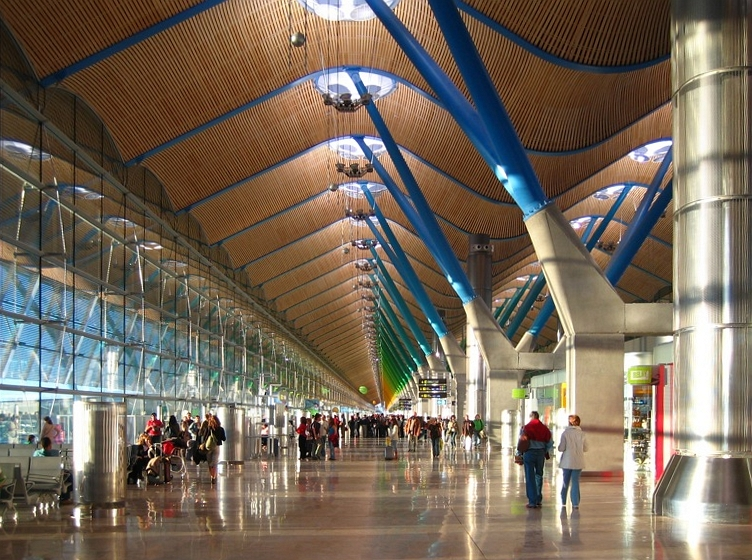
巴拉哈斯机场第四航廈

马德里自治区拥有一套完善的高速公路网，除放射网线路收费外其余路线均免费。
马德里是西班牙高速公路放射网的中心，从该店延伸出高速公路A-1,A-3,A-4和A-5,以及免费线路A-2和A-6。在这些公路的周围形成了在首府辐射之外的城市核心。由于上述路段的交通问题严重，近来政府开始新建收费的辐射线路R-2,R-3，R-4和R5。A-6线路从离开自治区穿越瓜達拉馬山脈必经的瓜达拉玛隧道段落开始收费，同时保留了瓜达拉玛门和旧时的N-VI线供选择。
除此之外免费的高速公路环线还有：市道M-30，国道M-40、M-50和自治道M-45。除了辐射线路外，建有联接各环线的公路干线M-21和M31。
其它的比较重要的公路有M-607,M-501，以及通往机场的M-11,M-12和M-13。
马德里的地铁网全长227公里，有12条线路与1条支线，236个车站，是全世界最密集与现代化的地铁网之一。
马德里自治区有十一条近郊鐵路（英語：Cercanías）覆盖了首府以及自治区内的人口稠密区。近郊鐵路的一条铁路线C-9经过瓜達拉馬山脈的山坡并穿过纳瓦塞拉达山口和科特斯山口。除了这条线路外，近郊鐵路的所有线路都经过阿多查车站。
达尔戈（Talgo）列车的很多路线将自治区与西班牙其它地区连接起来。有三条“阿维”（西班牙語：ave）列车线路从首府出发通往塞维利亚、萨拉戈萨、莱利达和托莱多。 
马德里自治区内唯一的一座民用机场阿道弗·苏亚雷斯马德里-巴拉哈斯机场是全国最大的机场，同时也是国际上最重要的机场之一。自治区内其它的一些次重要的机场有四风机场（Cuatro Vientos）、葛达非机场（Getafe）和托莱宏机场（Torrejón）。

## 经济
马德里自治区内人均收入位居全国首位：2005年该自治区人均收入为27279欧元（超过全国平均水平31%）。位于其后的自治区分别为巴斯克、纳瓦拉和加泰罗尼亚。如今马德里自治区已经成为了整个西班牙经济的发动机，以2005年4%的经济增长率超过全国平均水平的五分之三。它同时也是外商投资的首选地，2005年共吸引了占全国34。3%的贸易额。2002年，马德里在欧洲最繁荣地区的排名中位于第34位。
马德里自治区是全国第二大工业圈，其国内生产总值也位居全国第二（17.5%）。在自治实施的头十年里，1986年至1989年的地区国内生产总值的增长较为平缓，平均为4.6%，而同期全国增长为4.7%。这主要是受到建筑业的冲击。
自治区人口中有27%从事工业生产，其中以冶金业（平多、阿卡拉·德·埃纳雷斯）、钢铁冶炼（比利亚瓦尔德）、化学工业（旧科尔梅纳尔）、交通运输设备（比利亚瓦尔德、巴拉哈斯和赫塔费）以及民用方面的电力（科斯拉达、莫斯托莱斯）、飞机制造（赫塔费）、精密机械（马德里）和高新技术为突出。2005年的失业率为6.63%。
马德里是全国大多数企业及外企聚集的重地，同时又拥有为数众多的新兴科技公司，如因陀罗、西班牙電信、贝尔实验室、微软及IBM。其中IBM更是在2005年决定于马德里建立一家面向整个欧洲、非洲和中东的分处。马德里的博览会IFEMA包括了欧洲很多重要的诸如SIMO、Fitur的展出。
阿道弗·苏亚雷斯马德里-巴拉哈斯机场T4和T4S车站设计新颖，运转能力强大。它的落成，加固了其世界重要机场及连接欧洲和伊比利亚美洲之间大门的地位。

## 体育

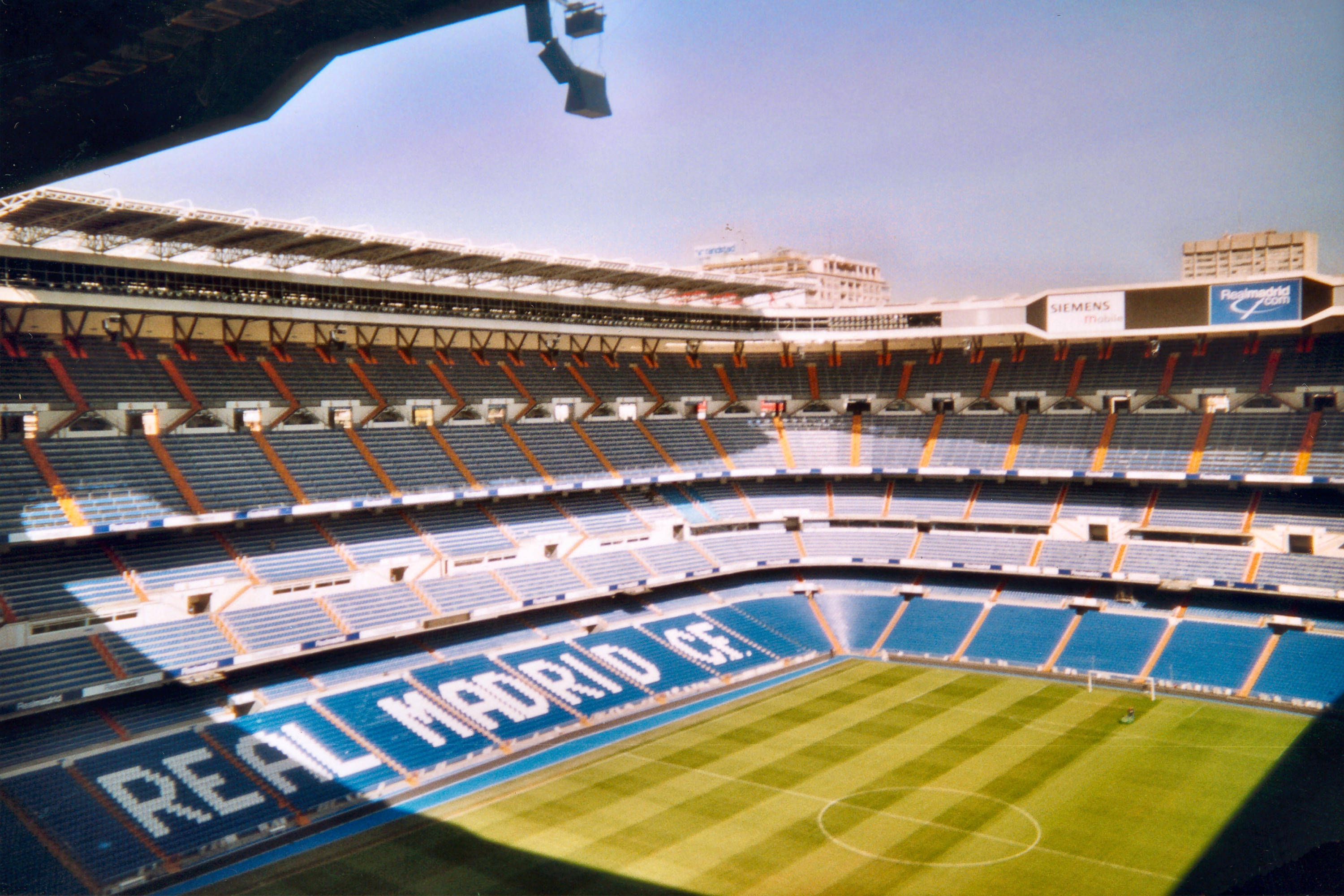
圣地亚哥·伯纳乌球场

同西班牙其余地区一样，马德里自治区内最受欢迎的体育运动自然也是足球。其中最著名的两支球队要数皇家马德里队和馬德里體育會。这两支队伍从很多年前开始就互为竞争对手，现在又同在西班牙甲级联赛。还有一些比较重要的球队，当属如今也驰骋于西甲赛场的巴列卡诺闪电和基達菲。除了足球以外，在马德里自治区内，篮球、自行车运动、摩托车运动、网球以及手球也相当流行。
托雷洛多内斯等地具有独特的攀岩地貌，也是登山爱好者经常光顾的地方之一。

## 医疗卫生
马德里自治区内共有十四家公共医院。它们分布于各市，其中马德里有六家。同时全区还有十二所私立医院。
马德里自治区内的主要公共医院分别是：
| - Hospital Universitario 12 de Octubre - Hospital Universitario La Paz - Hospital Universitario Puerta de Hierro - Hospital Ramón y Cajal - Hospital Severo Ochoa - Hospital Clínico de San Carlos - Hospital General Universitario de Móstoles |  | - Fundación Hospital de Alcorcón - Hospital Universitario de la Princesa - Hospital General Universitario Gregorio Marañón - Hospital Universitario de Getafe - Hospital Carlos III - Hospital Infantil Universitario Niño Jesús - Hospital de Fuenlabrada |

## 传媒
马德里自治区内传媒业发达。最主要的自动电视频道是Telemadrid。该频道所属企业又于2005年开通试播了La otra。除此之外第7频道和电波6台也较有名。区内有为数众多的广播电台，如电波马德里。报刊杂志更是数不胜数。

## 教育

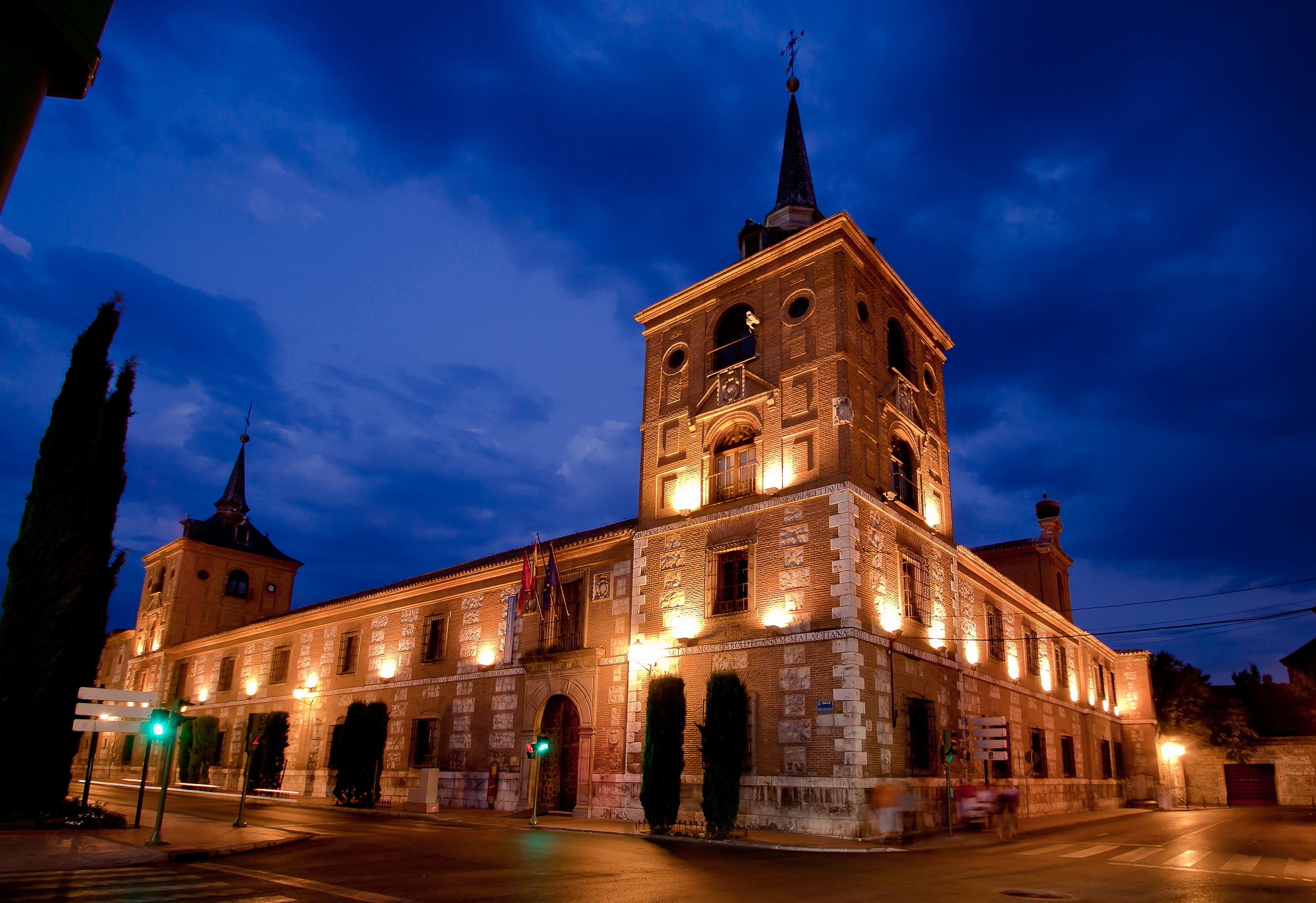
阿爾卡拉大學
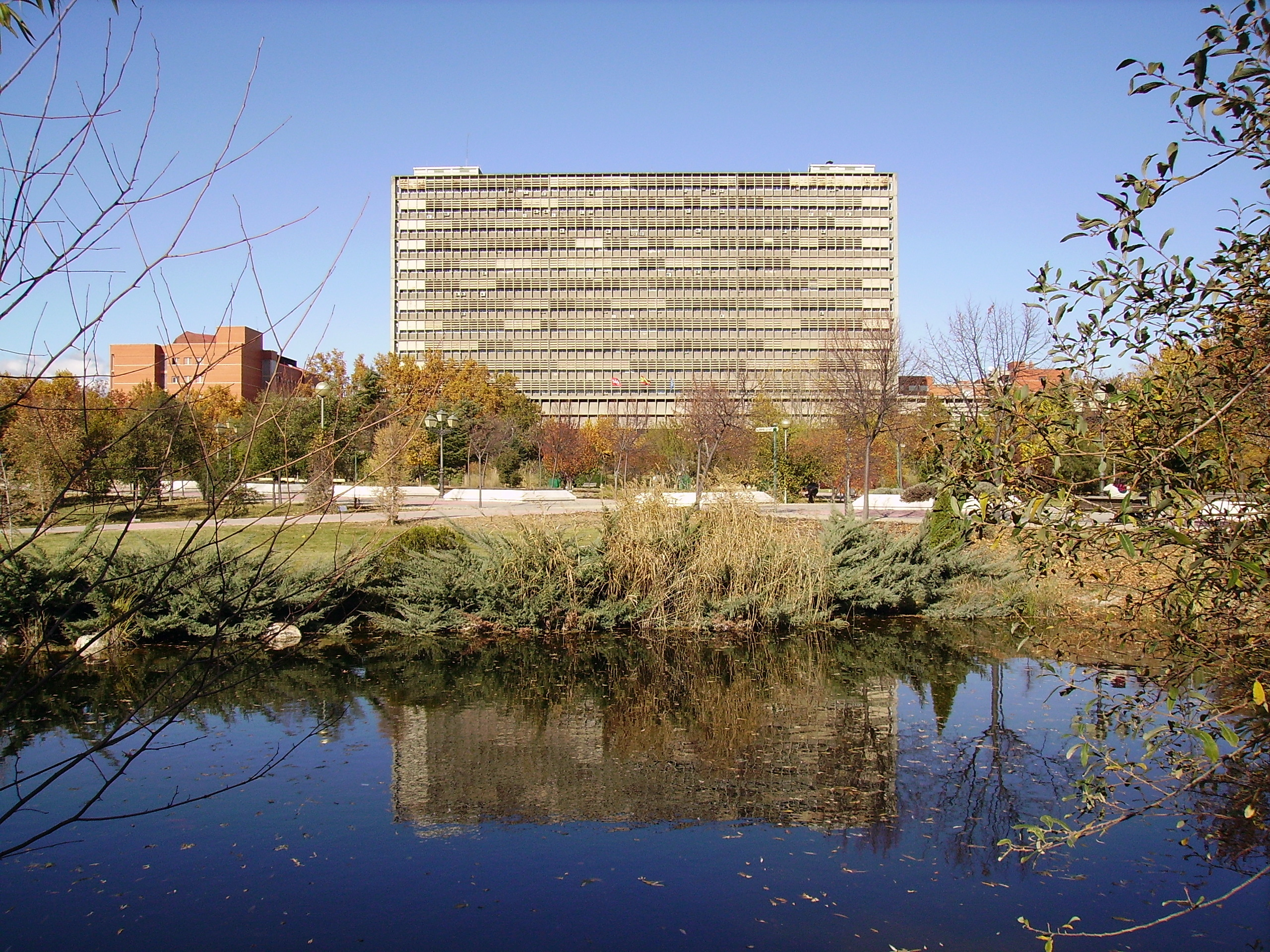
马德里康普顿斯大学
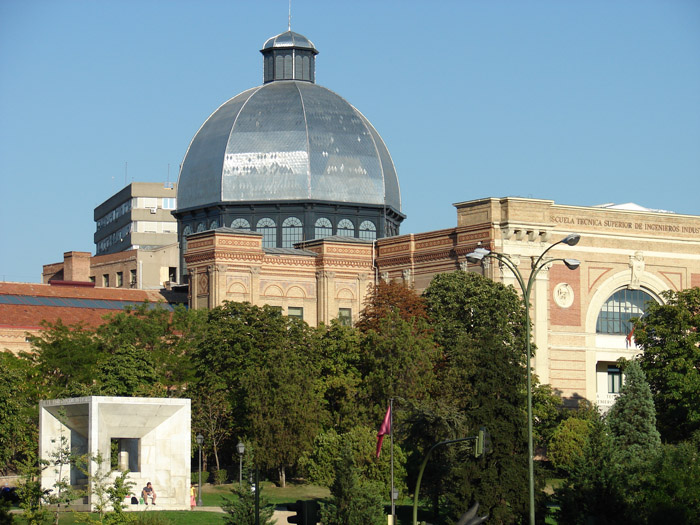
马德里理工大学
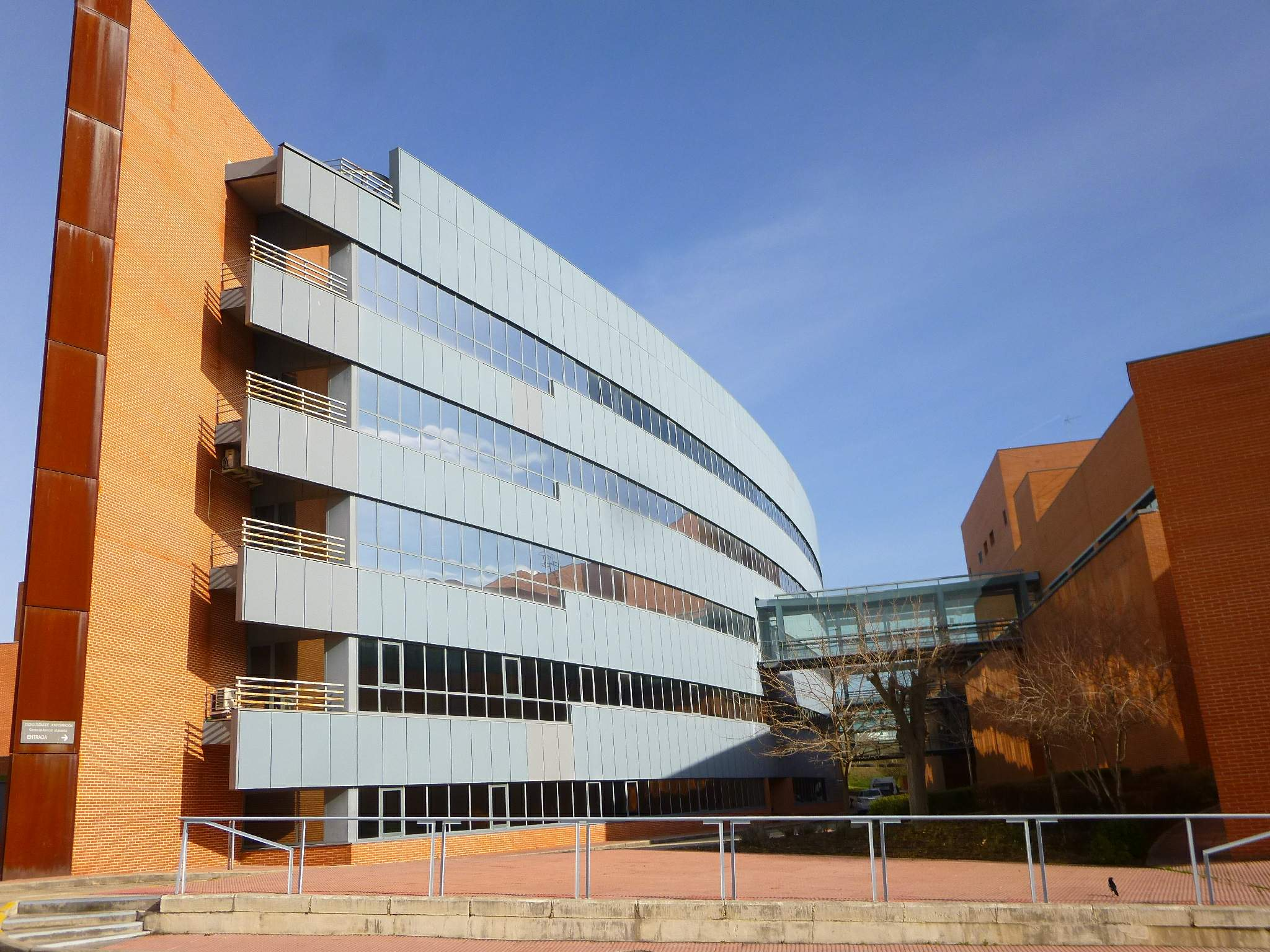
马德里自治大学

## 风景名胜

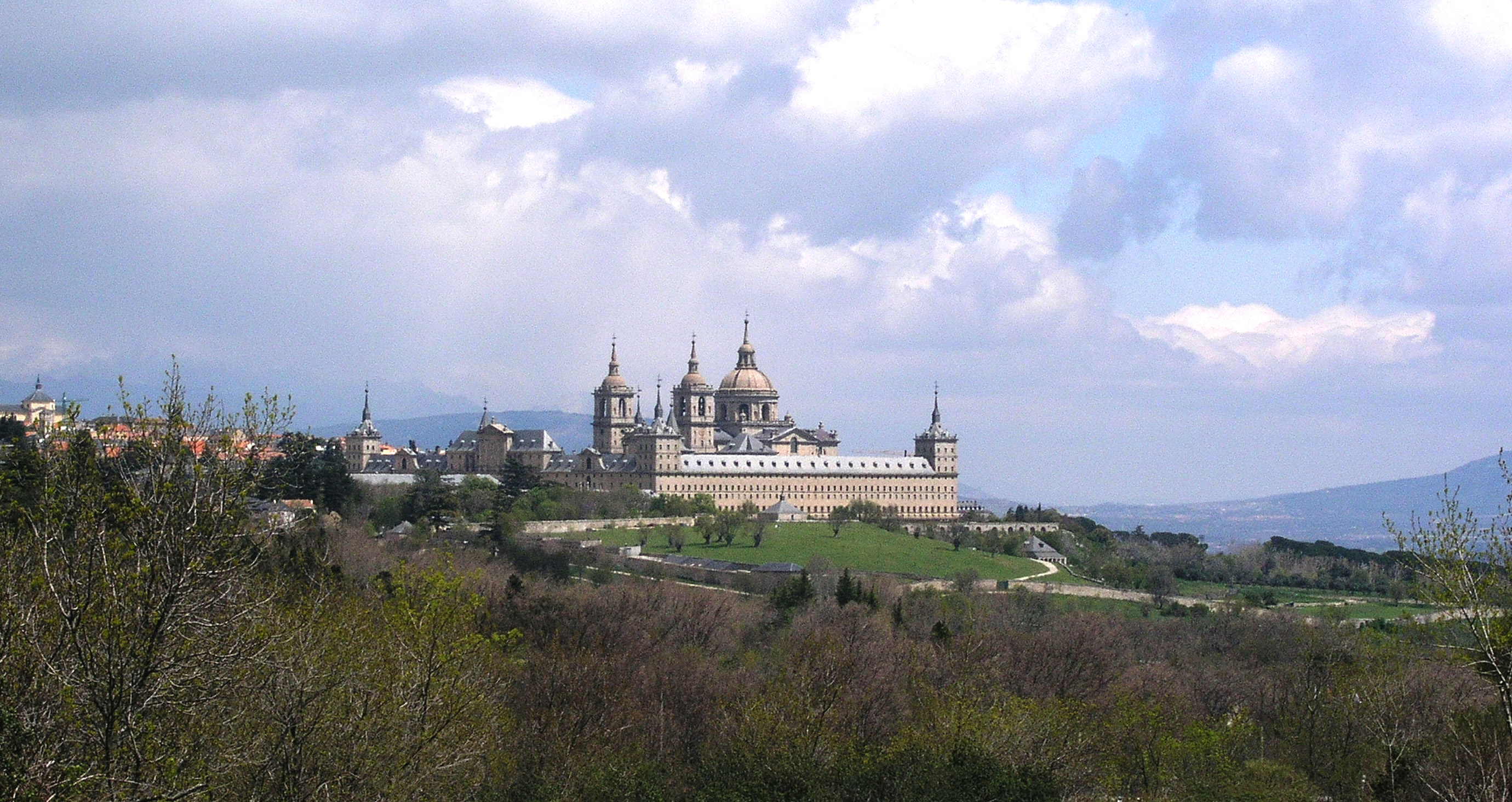
埃斯科里亚尔修道院

除了马德里市以外，自治区内著名的景点还有：
- 阿卡拉·德·埃纳雷斯历史中心
- 阿朗怀兹皇家宫殿及花园
- 钦琼的典型西班牙式山谷
- 埃斯科里亚尔修道院
- 新巴斯坦

## 著名人物

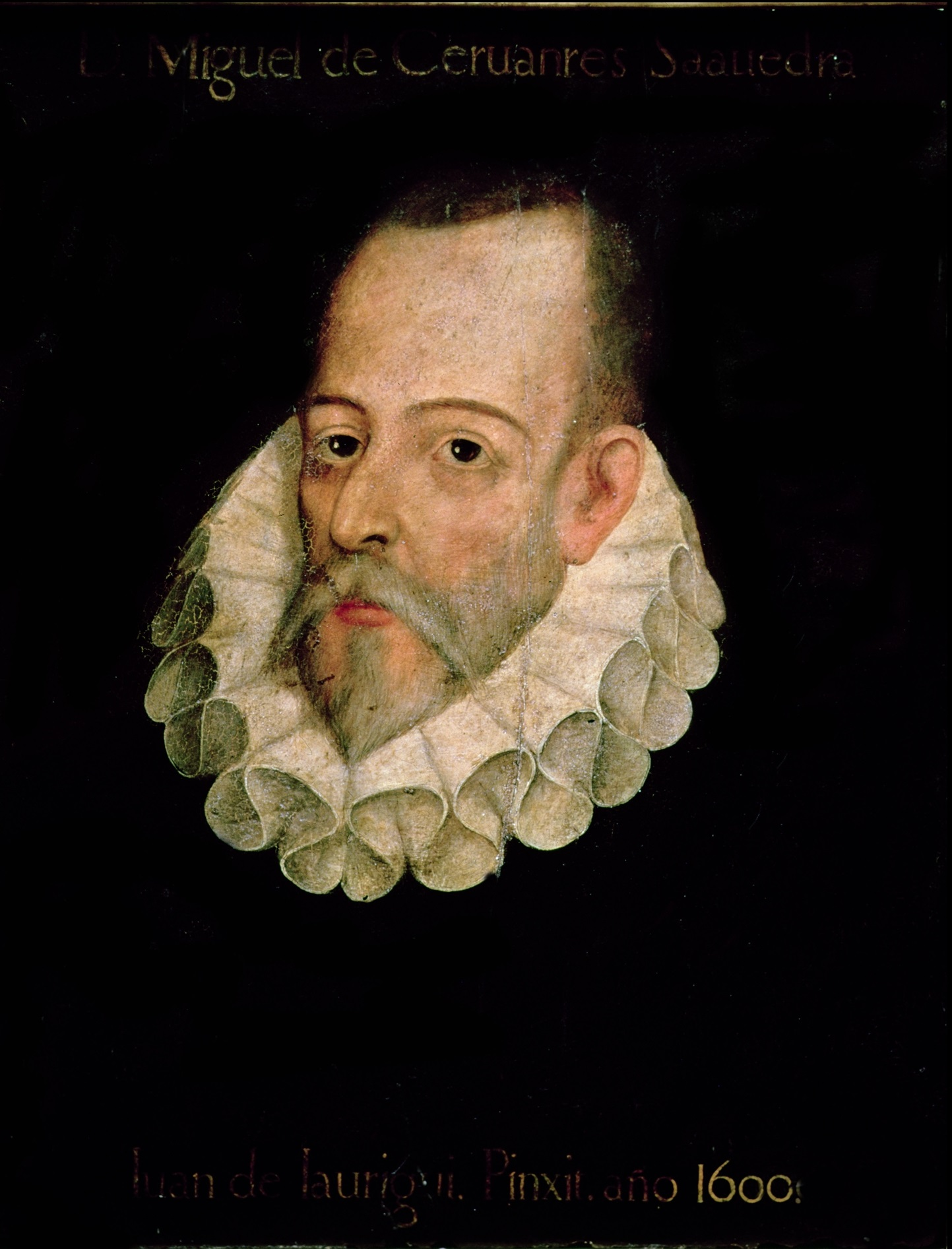
米格尔·德·塞万提斯, 出生于现在的马德里自治区内的著名作家

| - 弗朗西斯科·德·戈维多 (作家) - 米格尔·德·塞万提斯 (作家) - 何塞·奧特嘉·伊·加塞特 (哲学家) - 何塞·安东尼奥·普里莫·德里维拉 (政治家) - 卡洛斯·阿里亚斯·纳瓦罗 (政治家) - 萊奧波爾多·卡爾沃-索特洛 (政治家) - 何塞·玛丽亚·阿斯纳尔 (政治家) |  | - 胡里奥·伊格莱西亚斯 (音乐家) - 普拉西多·多明戈 (音乐家) - 劳尔·冈萨雷斯 (足球运动员) - 伊克尔·卡西利亚斯 (足球运动员) - 费尔南多·托雷斯 (足球运动员) - 路易斯·阿拉贡内斯 (足球运动员) |

## 图集

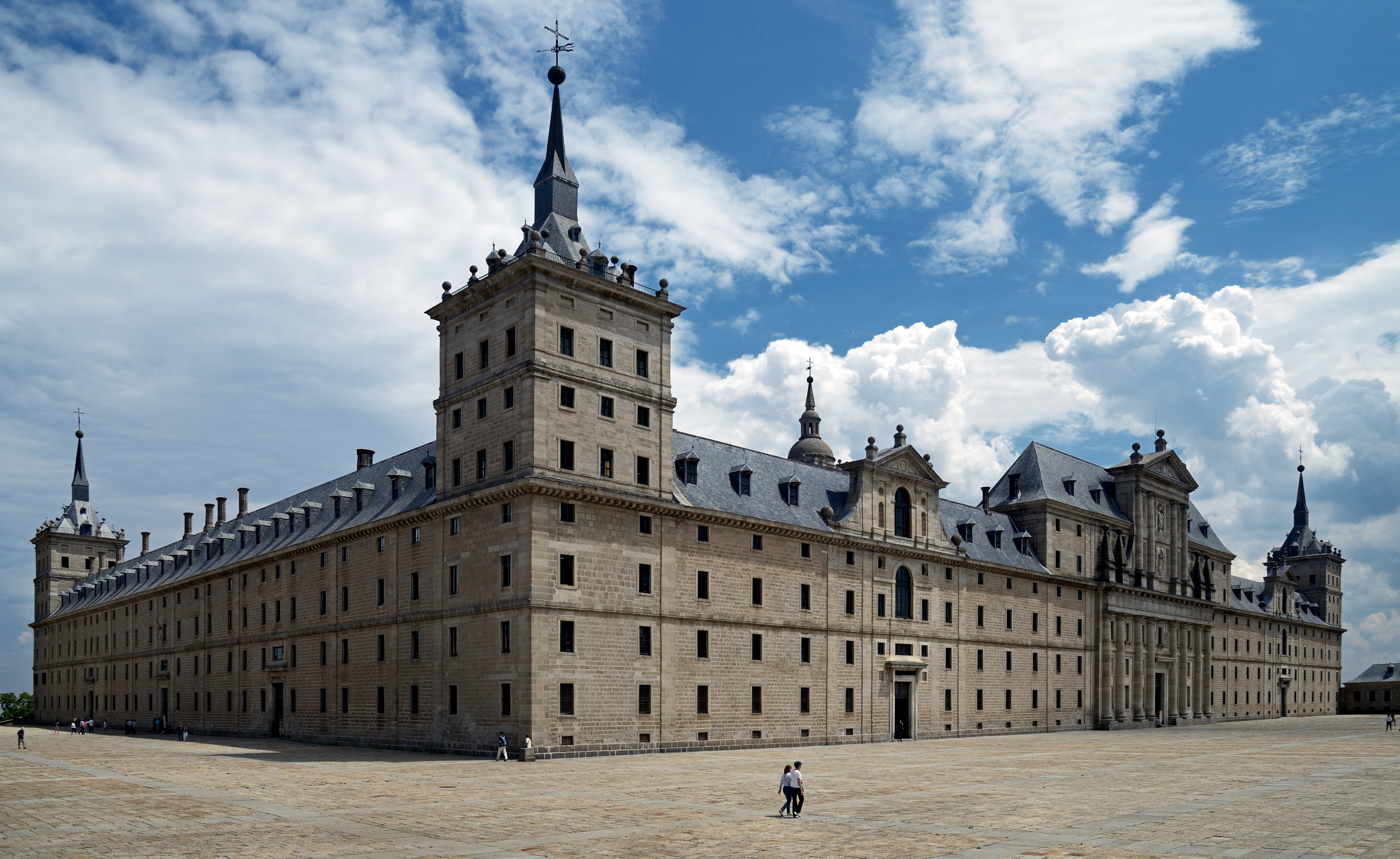
埃斯科里亚尔修道院
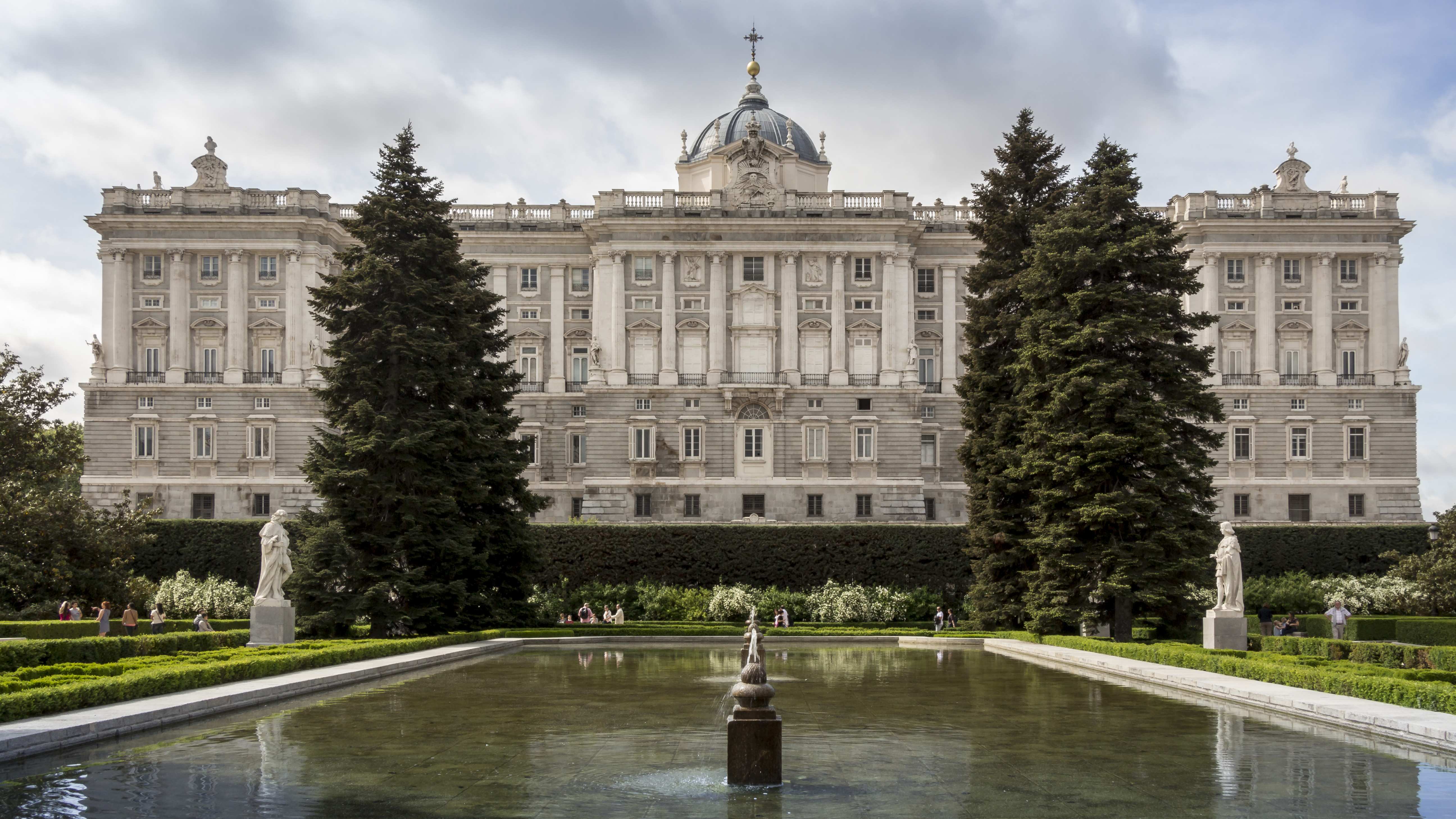
马德里王宫
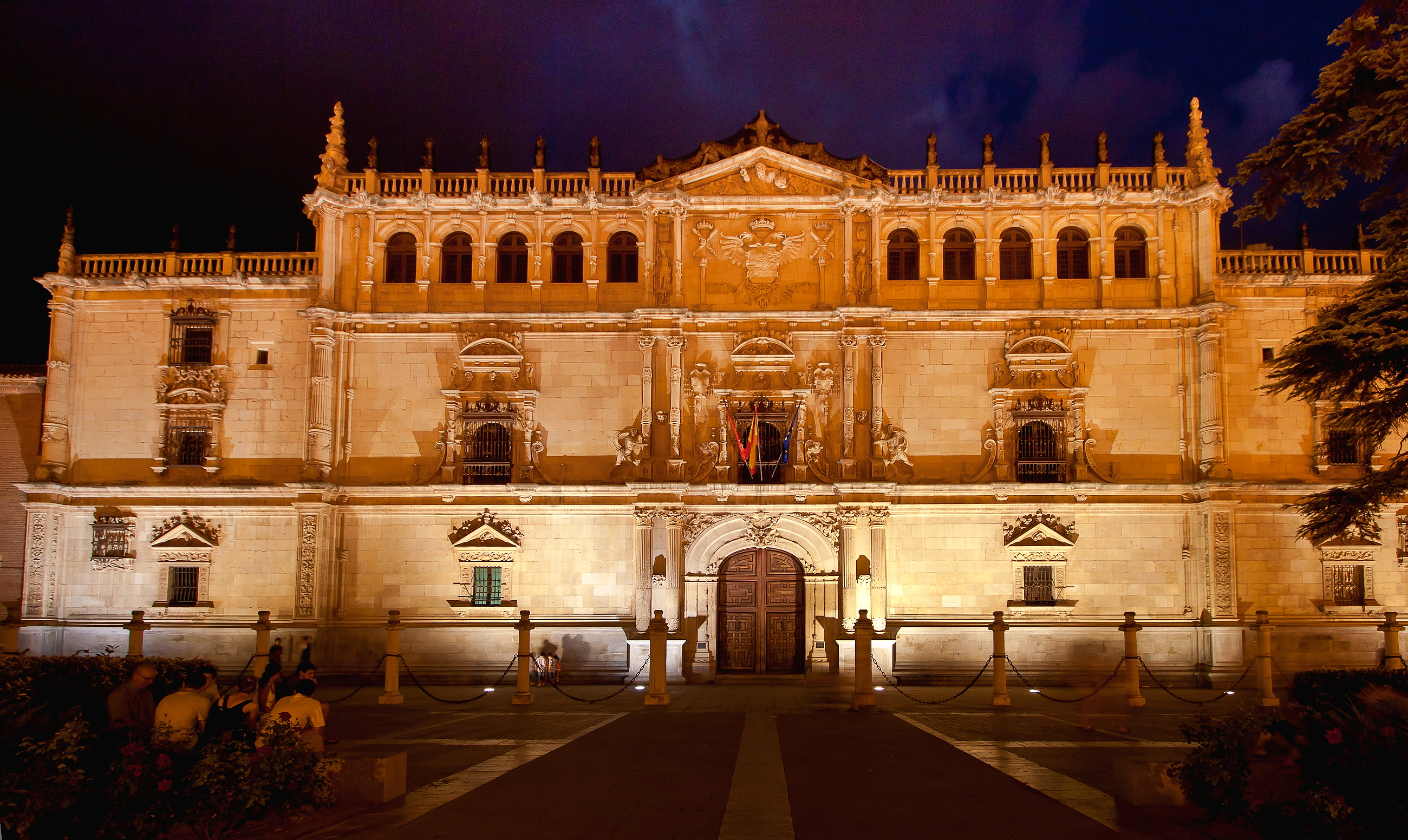
埃纳雷斯堡
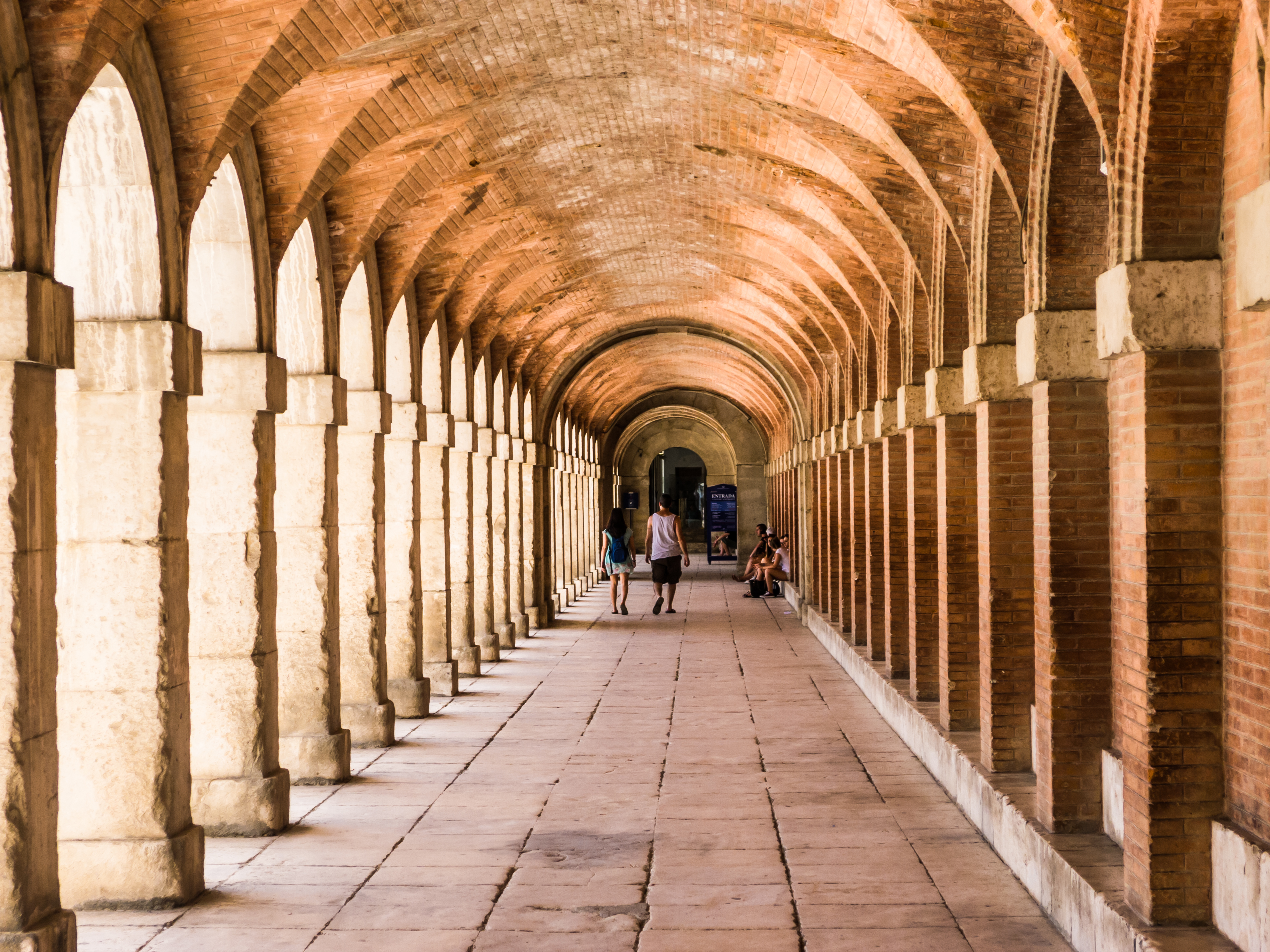
阿兰胡埃斯
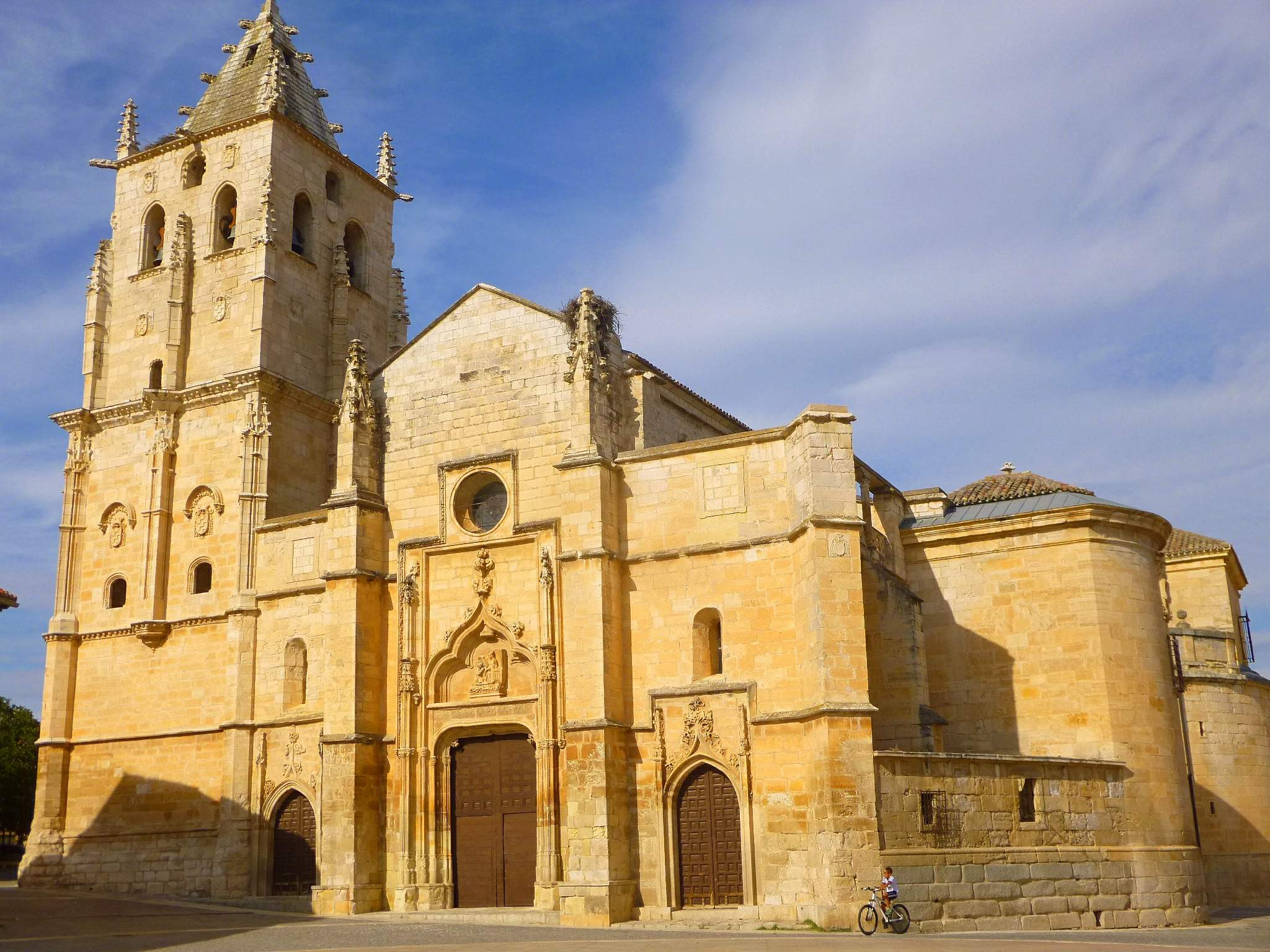
托雷拉古纳